# Xylophilus constrictus
Xylophilus constrictus är en skalbaggsart som beskrevs av Henry Clinton Fall 1901. Xylophilus constrictus ingår i släktet Xylophilus och familjen ögonbaggar. Inga underarter finns listade i Catalogue of Life.